# Ernst Hertel
Ernst Hertel (auch Ernst Härtel; * 19. März 1870 in Kösen; † 10. März 1943 in Leipzig) war ein deutscher Augenarzt.
Hertel promovierte 1895 in Jena zum Dr. med.; ebenfalls in Jena erwarb er 1898 die Venia legendi. 1910 wurde er als Nachfolger von Jakob Stilling (1842–1915) auf den Lehrstuhl für Augenheilkunde an der Universität Straßburg berufen, musste die Stadt aber nach dem Ersten Weltkrieg verlassen. Zunächst erhielt er einen Ruf nach Berlin, ging dann aber 1920 an die Universität Leipzig, wo er bis zu seiner Emeritierung 1935 blieb. 1929 wurde Hertel in die Leopoldina gewählt. Im November 1933 unterzeichnete er das Bekenntnis der deutschen Professoren zu Adolf Hitler.
Nach Hertel sind ein Verfahren zur Bestimmung des Ausmaßes eines Exophthalmus benannt, die Exophthalmometrie nach Hertel, und die Stilling-Hertel-Farbtafeln (pseudoisochromatische Tafeln) zur Testung bei Verdacht auf Farbenfehlsichtigkeit.